# Erse (fiume)
La Erse, chiamata anche Aue nel suo corso superiore fino ad Harvesse, è un fiume tedesco lungo 49 km che scorre interamente in Bassa Sassonia. Sfocia nel fiume Fuhse vicino a Uetze.

## Geografia
La zona di origine della Erse si trova fra Watenstedt e Bleckenstedt (Salzgitter), in un territorio industrializzato. I ruscelli che ne costituivano la fonte furono intubati od interrati e la loro acqua condotta verso nord, fuori dalla zona industriale in un impianto di depurazione, che oggi è l'unica fonte della Aue.  Di qui il fiume prosegue in direzione nord e attraversa presso Beddingen, quartiere di Salzgitter, lo Stichkanal.
Oltre Salzgitter, Wierthe e Vechelde raggiunge il Mittellandkanal, che presso Sophiental attraversa in sotterranea.
Subito dopo la Aue attraversa Wendeburg. Fra Harvesse e Wense, all'antico confine fra il ducato di Braunschweig ed il regno di Hannover, l'Aue diventava Erse, mentre oggi il punto di cambiamento del nome è quello di immissione dello Schneegraben. Il corso d'acqua prosegue attraverso Edemissen, Eltze ed Uetze. Si dirige quindi a nord-ovest per poi confluire nella Fuhse a circa 5 km a nord-ovest di Utze.
Nel suo corso di circa 49 km dalla sorgente alla confluenza con la Fuhse discende di un dislivello di 42 m e la sua pendenza media è di circa lo 0,86 ‰.

### Affluenti
dalla sinistra orografica:
- Dummbruchgraben presso Vechelde ad un'altezza di 78 m. s.l.m.;
- Schneegraben prima di Wense ad un'altezza di 66 m s.l.m.

## Storia
Verso il 1750 il corso dell'Erse /Aue fu regolato per la prima volta. Verso il 1850, presso Wendeburg fu realizzato il canale Aue-Oker come collegamento all'Oker. I terreni intorno alla Aue furono così prosciugati.